# Divine Intervention
Divine Intervention šesti je studijski album američkog thrash metal sastava Slayer. Album je 27. rujna 1994. godine objavila diskografska kuća American Recordings. Ovo je prvi album grupe na kojem se pojavio bubnjar Paul Bostaph, koji je zamijenio prethodnog bubnjara skupine, Davea Lombarda. Produkcija je predstavljala izazov diskografskoj kući jer se, zbog svoje marketinške situacije, nije slagala s eksplicitnošću albuma. Skupina je objavila koncertni album Decade of Aggression kako bi dobila na vremenu i tako mogla odlučiti kakvog će stila biti album. Budući da je bio objavljen gotovo četiri godine poslije Seasons in the Abyssa, pjevač Tom Araya komentirao je kako je, u usporedbi s prethodnim albumima skupine, na produkciju albuma bilo utrošeno više vremena. Naslovnicu je izradio i dizajnirao Wes Benscoter, renovirajući rani "Slayergram" motiv grupe.
Iako je mnogo vremena bilo posvećeno produkciji, Kerry King izjavio je kako je miksanju i masteringu bilo potrebno posvetiti više pažnje.  Pjesme su bile inspirirane televizijskim emisijama, ali i raznim drugim stvarima, primjerice Rushem Limbaughom i serijskim ubojicom Jeffreyjem Dahmerom. Album je 1998. godine bio zabranjen u Njemačkoj zbog tekstova skladbi "SS-3", "Circle of Beliefs", "Serenity in Murder", "213" i "Mind Control". Divine Intervention zadobio je mješovite kritike. U prvom je tjednu objave album bio prodan u 93.000 primjeraka. Našao se na osmom mjestu ljestvice Billboard 200 i na 15. mjestu ljestvice britanskih albuma. Postigao je zlatnu nakladu u SAD-u i Kanadi. EP Serenity in Murder bio je objavljen ubrzo nakon albuma.

## Pozadina i produkcija
Tom Araya komentirao je: "Kad smo radili na Divine Interventionu, bili smo na posljednjoj konferenciji ikad s diskografskom kućom tijekom koje nas je ona posjela, govorila nam kako da napravimo "Divine", kako će učiniti to i to s naslovnicom... i nudila nam sve te različite ideje za album. Tada nas je pogledao jedan čovjek i rekao, 'Ali trebamo hit pjesmu.' I mi smo rekli, 'Ali imate jedanaest pjesama. Ako ne možete pronaći hit u jednoj od njih, onda ste jebeno bez sreće jer je to sve što vam dajemo.' Tako smo im praktički rekli, 'Onda vi napišite jebenu hit pjesmu pa ćemo ju snimiti.' To je začepilo usta tom momku i to je bio zadnji put da smo bili na sastanku takve vrste!"
U pogledu inspiracije, Araya je izjavio: "Za ovaj sam se album inspirirao gledajući televiziju. To mi je dalo mnogo ideja. Cijela ideja o čovjeku koji si je urezao "Slayer" u ruke nastala je zato što je stvarnost strašnija od bilo čega što možete izmisliti." Produkcija albuma predstavljala je izazov diskografskoj kući jer nije znala "kako reklamirati grupu čija je krvlju natopljena ekstremna glazba anatema radijskim programerima." Bio je to prvi pokušaj tvrtke da "divljim entuzijastima, glavnoj publici thrash sastava, ponudi album prema željama obožavatelja." Araya se nadovezao: "Odlučili smo utrošiti više vremena kako bismo stvorili ovaj album. Zapravo smo otišli u studio s više napisana materijala nego u prošlosti. Izvan studija dovršili smo tri od sedam pjesama. Svi smo na neki način smatrali da je bitno sve to polako sastaviti. Nakon posljednje turneje htjeli smo se odmoriti."

## Glazbeni stil i tekstovi
Glazbeni časopis College Music Journal izjavio je da se na ovom albumu sastav "gotovo isključivo bavi realizmom" i istaknuo je da "šokira i bućka poput prerezane arterije, slikajući grimizne slike ubojstava, nekrofila i opustošenog, kaotičnog svijeta u kojem oni žive". Miksanje i mastering bili su kritizirani pa je gitarist Kerry King komentirao da je grupa trebala "posvetiti više pažnje miksu", a Araya je izjavio da je Divine Intervention "(jedini) album koji bi rado remasterirao".
Neil Strauss iz The New York Timesa objasnio je odakle neke skladbe vuku podrijetlo. Araya je opisao "213" kao "ljubavnu pjesmu", nešto što grupa nikad prije nije napravila. Pjesma je nazvana prema starom kućnom broju serijskog ubojice i zlostavljača Jeffreyja Dahmera. "Dittohead", djelomična posveta Rushu Limbaughu, započinje kritikom pravnog sustava zbog njegove "prevelike popustljivosti prema ubojicama". Pjesma "na koncu nije osudila sustav, već zagovarala njegovu popustljivost". TheState.com je komentirao kako "Sex. Murder. Art" sadrži "urlike o izluđujućoj vezi i muškarčevom 'užitku u nanošenju boli'."
King je izjavio da neke pjesme na albumu vuku podrijetlo iz "ratnih priča" i "istraživanja ludila". Ovo je prvi studijski album grupe na kojem se pojavio bubnjar Paul Bostaph, što je, prema riječima Alexa Hendersona iz AllMusica, rezultiralo "pozitivnim, oživljavajućim utjecajem na Slayer, koji zvuči bolje nego ikad na mračnim trijumfima kao što su 'Killing Fields', 'Serenity in Murder' i 'Circle of Beliefs.'" Henderson je također komentirao da se skupina "usredotočila na nasilno represivnu prirodu vlada i njihov trud da zadrže vlast".

## Naslovnica i pakiranje
Album je bio objavljen u standardnoj CD kutiji i uz nju je dolazio i poster koji prikazuje naslovnicu. Prema riječima Chrisa Morrisa iz časopisa Billboard disk prikazuje "sliku koja zrcali maniju koju prikazuju obožavatelji grupe, kao i model često korištene taktike šoka u SAD-u: klinac koji skalpelom urezuje ime grupe u svoje ruke." Mike Bone iz American Recordingsa izjavio je da "taj događaj nisu samo zabilježili fotografijom, već i videozapisom — u kojem on to doista i čini." Naslovnicu je izradio i dizajnirao Wes Benscoter, američki umjetnik koji će kasnije biti zaslužan za naknadne Slayerove uratke kao što su Undisputed Attitude i Live Intrusion. Knjižica albuma po drugi put sadrži obrnuti akrotnim Satan Laughs As You Eternally Rot ("Sotona se smije dok vječno truneš"). Ovaj se izraz prvi put pojavio na vinilnoj inačici albuma Show No Mercy.

## Popis pjesama
| 1.    | »Killing Fields«      | Tom Araya                                | Kerry King     | 3:57 |
| 2.    | »Sex. Murder. Art.«   | Araya                                    | King           | 1:50 |
| 3.    | »Fictional Reality«   | King                                     | King           | 3:37 |
| 4.    | »Dittohead«           | King                                     | King           | 2:30 |
| 5.    | »Divine Intervention« | Araya, Jeff Hanneman, King, Paul Bostaph | Hanneman, King | 5:33 |
| 6.    | »Circle of Beliefs«   | King                                     | King           | 4:29 |
| 7.    | »SS-3«                | Hanneman                                 | Hanneman, King | 4:06 |
| 8.    | »Serenity in Murder«  | Araya                                    | Hanneman, King | 2:36 |
| 9.    | »213«                 | Araya                                    | Hanneman       | 4:51 |
| 10.   | »Mind Control«        | Araya, King                              | Hanneman, King | 3:04 |
| 36:33 |                       |                                          |                |      |

## Recenzije
AllMusic je komentirao: "Umjesto da učini nešto promišljeno, primjerice da imitira Nirvanu, Pearl Jam [...], Nine Inch Nails ili Ministry, Slayer je mudro odlučio zvučati isključivo kao Slayer. Tom Araya i ekipa odgovorili su novoj okolini jednostavno trudeći se biti najžešći metal sastav uopće." Do objave albuma, pjevač Tom Araya smatrao ga je najboljim albumom skupine.
Divine Intervention bio je prodan u 93.000 primjeraka u prvom tjednu objave, a do 2002. godine bio je prodan u više od 400.000 primjeraka u SAD-u. Kevin Kirk iz Heavy Metal Shopa je, iste godine kad je bio objavljen, "naručio 1000 primjeraka Slayerovog Divine Interventiona i prodao sve primjerke u nekoliko tjedana". Iako je bio manje pristupačan od svojeg prethodnika, Seasons in the Abyssa, Rolling Stone je 2001. godine komentirao kako je Divine Intervention bio Slayerov najuspješniji album.

## Zasluge
| Slayer - Tom Araya – vokali, bas-gitara - Jeff Hanneman – gitara - Kerry King – gitara - Paul Bostaph – bubnjevi | Ostalo osoblje - Jim Champagne – inženjer zvuka - Jim Scott – inženjer zvuka - Stephen Marcussen – mastering - Stephen Stickler – fotografija - Daniel Tinney – fotografija - Neil Zlozower – fotografija - Brian Pollack – pomoćni inženjer zvuka - Jeff Sheehan – pomoćni inženjer zvuka - Dirk Walter – umjetnički direktor, dizajn - Annalisa – fotografija - Dave Brock – pomoćni inženjer zvuka - Rick Rubin – izvršna produkcija - Wes Benscoter – naslovnica - Toby Wright – produkcija, miksanje |